# Rain In The Face
Rain In The Face (« Pluie sur le visage », Iromagaja) (c. 1835 - 15 septembre 1905) est un chef sioux du clan des Hunkpapas. Il a combattu aux côtés de Sitting Bull à la bataille de Little Bighornen juin 1876.
Né sur les bords de la rivière Cheyenne, son nom viendrait du fait qu'il se peignait le visage en rouge et noir et qu'il laissait les couleurs couler en raie sous la pluie sans s'essuyer ensuite. Une autre source évoque un combat au cours duquel du sang aurait giclé sur son visage comme de la pluie. 
Il fut présent à de nombreuses batailles, dont celle de Fort Phil Kearny aux côtés de Red Cloud en décembre 1866, contre la troupe du capitaine William Fetterman. Arrêté par le colonel Thomas Custer, frère du général George Custer, il réussit à s'évader. Il se vanta ensuite d'avoir tué le colonel Custer, mais nia avoir tué le général Custer à Little Bighorn. Il participa aux autres conflits de la guerre des Black Hills, entre 1876 et 1877.